# Pseudoptenomela tenaensis
Pseudoptenomela tenaensis är en skalbaggsart som beskrevs av Soula 2002. Pseudoptenomela tenaensis ingår i släktet Pseudoptenomela och familjen Rutelidae. Inga underarter finns listade i Catalogue of Life.